# Mariella Mularoni
Mariella Mularoni (Ciudad de San Marino, 15 de octubre de 1962) es una política sanmarinesa y una de los Capitanes Regentes, que sirvió junto a Luca Boschi desde el 1 de octubre de 2019 hasta el 1 de abril de 2020.
Mularoni trabaja como profesora de inglés y es madre de dos hijas. Se unió al Partido Demócrata Cristiano Sanmarinense en 1994 y es miembro del Gran Consejo General desde 2013.